# 巴彦哈达苏木
巴彦哈达苏木，是中华人民共和国内蒙古自治区呼伦贝尔市陈巴尔虎旗下辖的一个乡镇级行政单位。

## 行政区划
巴彦哈达苏木下辖以下地区：
巴彦哈达嘎查、乌兰础鲁嘎查、呼和道布嘎查、呼和温都日嘎查、格根呼舒嘎查和哈达图生活区嘎查。